# Мухино (Антроповский район)
Мухино — деревня в Антроповском муниципальном районе Костромской области. Входит в состав Котельниковского сельского поселения

## География
Находится в центральной части Костромской области на расстоянии приблизительно 37 км на юг-юго-запад по прямой от поселка Антропово, административного центра района.

## История
В XIX — начале XX века деревня входила в состав Макарьевского уезда Костромской губернии. В 1872 году здесь был учтен 21 двор, в 1907 году —50.

## Население
Постоянное население составляло 156 человек (1872 год), 306 (1897), 306 (1907), 11 в 2002 году (русские 100 %), 3 в 2022.